# Autism Is a World
 Autism Is a World és un telefilm estatunidenc dirigit per Gerardine Wurzburg per la CNN, estrenat el 2004 i nominat als Oscars. Una dona amb autisme que va apredre a comunicar-se mitjançant comunicació facilitada, produïda i dirigida per Gerardine Wurzburg i coproduïda per la xarxa de cable CNN. Va ser nominada en la 77a gala dels premis Oscar. Wurzburg prèviament havia guanyat un Oscar el 1992 per a la pel·lícula "Educating Peter".

## Argument
Sue Rubin, és una dona autista que de petita, era considerada endarrerida. Als 13 anys, aprèn a expressar-se amb l'ajuda d'un teclat d'ordinador, demostrant així la seva intel·ligència. Llavors, estudia història al Whittier College a Whittier) i escriu discursos sobre la seva vida d'autista. La directora Wurzburg ha qualificat Rubin de la «Helen Keller de la nostra generació.». El diàleg de Rubin és narrat per actriu Julianna Margulies.

## Repartiment
- Julianna Margulies: Narradora
- Sue Rubin: Ella mateixa

## Al voltant de la pel·lícula
La pel·lícula ha estat rodada a Whittier, Califòrnia

## Premis i nominacions

### Nominacions
- 2005. Oscar al millor documental